# Azohydromonas
Genre
Azohydromonas est un genre de bactéries à coloration Gram négative de la famille des Alcaligenaceae placée dans l'ordre des Burkholderiales, classe des Betaproteobacteria. Le genre a été décrit pour la première fois en 2005.
L'espèce type est Azohydromonas lata, décrite en 1978 par Palleroni et Palleroni, sous le nom d’Alcaligenes latus et renommée Azohydromonas lata par Xie et Yokota.
Étymologiquement Azohydromonas signifie « bactérie fixatrice d'azote et autotrophe en eau » (A′zo.hy.dro.mo′nas. du français azote ; du grec hydor, l'eau ; et du grec monas, l'unité).

## Systématique
Le genre Azohydromonas a été créé en 2005 par Cheng-Hui Xie (d) et Akira Yokota (d),.

## Morphologie
Ce sont des bacilles coccoïdes de 1,6 à 2,4 μm de long et 1,1 à 1,4 μm de diamètre. Les cellules sont motiles à l'aide de cinq à dix flagelles péritriches. 

## Culture
Les colonies sont grises, rondes et opaques, croissant dans un plage de température de 15 à 42 °C avec un optimum entre 30 et 35 °C. La croissance est inhibée à une concentration supérieure à 2,5%.
Elles peuvent pousser sur milieu de culture B-1, ou sur un milieu sélectif composé de glucose, 10,0 g ; CaCl2,2H2O, 0,1 g ; MgSO4,7H2O, 0,1 g ; K2HPO4, 0,9 g ; KH2PO4, 0,1 g ; CaCO3, 5,0 g ; FeSO4,7H2O, 10,0 mg ; Na2MoO4,2H2O, 5,0 mg ; eau distillée, 1,0 l, pH 7,3.

## Métabolisme
Les cellules accumulent des granules de PHB.
Des activités catalase, oxydase et arginine dihydrolase sont détectées. 
Le d-ribose, le l-arabinose, le lactose et l'amidon ne peuvent être utilisées pour la croissance des bactéries. 
Les bactéries du genre Azohydromonas possèdent le gène nifH codant une nitrogénase et sont donc capables de fixer l'azote. 
Elles peuvent croitre de manière autotrophe en présence d'hydrogène mais ne sont pas photoautotrophes.
Le contenu de l'ADN en G+C varie de 69,1 à 71,1 mol%. 
Les acides gras les plus abondants sont le 16 : 1ω7c, 16 : 0 (acide palmitique) et 18 : 1ω7c. 
Les acides gras hydroxylés majoritaires sont le 10 : 0 3-OH et le 12 : 0 2-OH 
L'ubiquinone-8 est le composé majeur du système ubiquinone.

## Habitat
Les espèces du genre Azhydromonas se trouvent dans le sol, et l'air .

## Liste des espèces
Selon la LPSN - List of Prokaryotic names with Standing in Nomenclature le genre Azohydromonas comporte six espèces :
- Azohydromonas aeria Xue et al., 2020[6]
- Azohydromonas australica Xie & Yokota, 2005[1]
- Azohydromonas caseinilytica Dahal et al., 2021[8]
- Azohydromonas lata (Palleroni & Palleroni, 1978)[1],[2]
- Azohydromonas riparia Nguyen & Kim, 2017[5]
- Azohydromonas ureilytica Nguyen & Kim, 2017[5]

## Publication originale
- (en) Cheng-Hui Xie et Akira Yokota, « Reclassification of Alcaligenes latus strains IAM 12599T and IAM 12664 and Pseudomonas saccharophila as Azohydromonas lata gen. nov., comb. nov., Azohydromonas australica sp. nov. and Pelomonas saccharophila gen. nov., comb. nov., respectively », International Journal of Systematic and Evolutionary Microbiology, Society for General Microbiology (d), vol. 55, no 6,‎ 1er novembre 2005, p. 2419-2425 (ISSN 1466-5026 et 1466-5034, OCLC 807119723, PMID 16280506, DOI 10.1099/IJS.0.63733-0, lire en ligne).